# Aston Flamville
Aston Flamville är en by och civil parish i distriktet Blaby i Leicestershire, England.  Byn ligger nära Hinckley, på den östra sidan av motorväg M69. Byn har en befolkning på 150 personer.